# Viirelaid
Viirelaid (německy Paternoster) je estonský ostrov v úžině Suur mezi ostrovem Muhu a pevninou Läänemaa v Estonsku. Administrativně patří do obce Muhu v kraji Saaremaa. Název Paternoster byl používán až do roku 1933.
Ostrov má rozlohu 81 ha, nejvyšší bod je ve výšce 4,5 m n. m. Převládá kontinentální počasí s průměrnou roční teplotou 6 °C.Nejteplejším měsícem je srpen s 18 °C, nejstudenější je leden s -5 °C.
Na ostrově se nachází maják Viirelaiu postavený v roce 1881, který navádí lodě v průlivu Suur väin.